# Incidente da Mongólia Interior

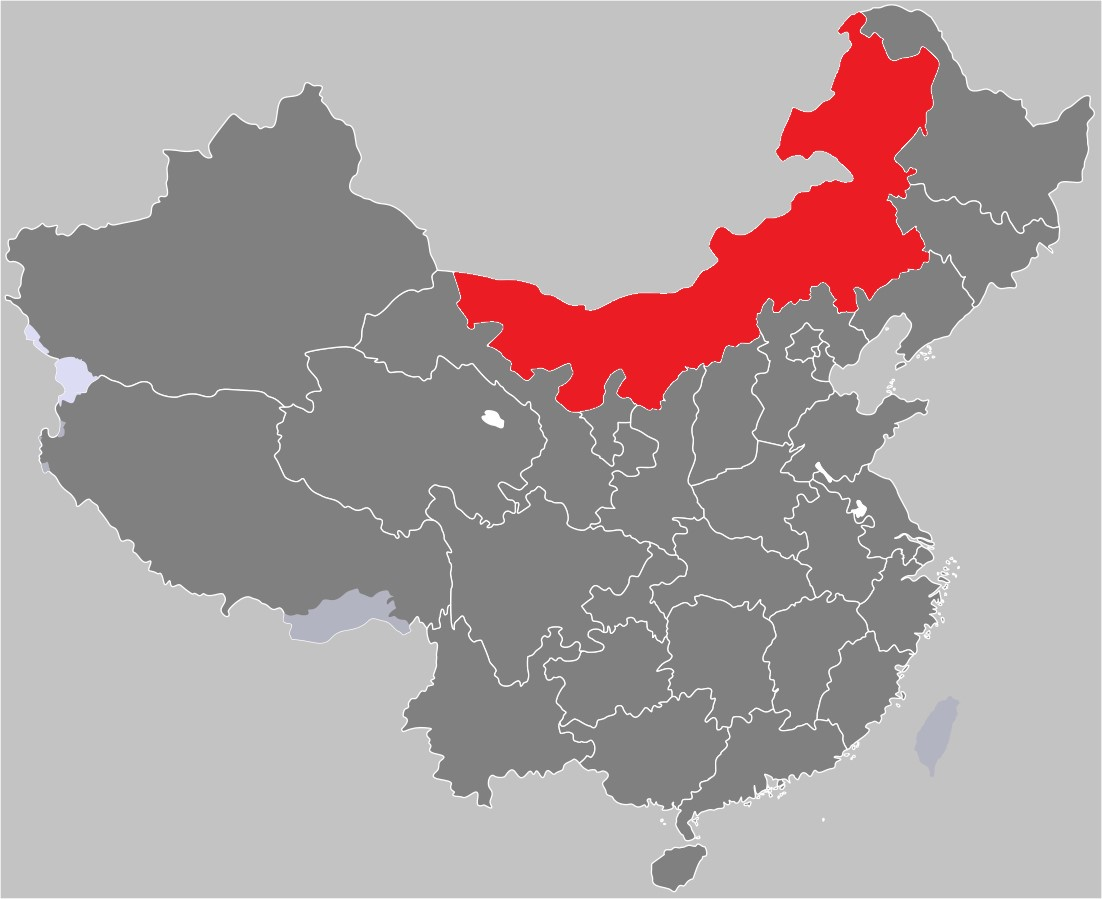
Mongólia Interior (em vermelho)

O incidente da Mongólia Interior (chinês simplificado: 内人党事件; chinês tradicional: 內人黨事件), ou o Incidente do Expurgo do Partido Revolucionário do Povo da Mongólia Interior (内蒙古人民革命党肃清事件 / 內蒙古人民革命黨肅清事件), foi um expurgo político em grande escala durante a Revolução Cultural na Mongólia Interior. O expurgo foi apoiado pelo Comitê Central do Partido Comunista da China e liderado por Teng Haiqing, um tenente-general (zhong jiang) do Exército de Libertação Popular. Ocorreu de 1967 a 1969, durante o qual mais de um milhão de pessoas foram classificadas como membros do já dissolvido "Partido Revolucionário do Povo (PRP)" da Mongólia Interior, enquanto linchamentos e massacres diretos resultaram na morte de dezenas de milhares de pessoas, a maioria dos quais eram mongóis.
De acordo com a denúncia oficial da Procuradoria Popular Suprema em 1980 (após a Revolução Cultural), durante o expurgo 346.000 pessoas foram presas, 16.222 pessoas foram perseguidas até a morte ou mortas diretamente e mais de 81.000 ficaram permanentemente feridas e incapacitadas. Outras estimativas apontam para um número de mortos entre 20.000 e 100.000, enquanto centenas de milhares foram presos e perseguidos e mais de um milhão de pessoas foram implicadas.
Após a Revolução Cultural, o expurgo foi considerado um "erro" e suas vítimas foram reabilitadas pelo Partido Comunista da China (PCC) durante o período do "Boluan Fanzheng", mas o comandante do expurgo, Teng Haiqing, não foi julgado ou punição legal em tudo porque o Comitê Central do PCC pensava que ele havia feito conquistas militares nas as guerras anteriores. Por outro lado, alguns dos afiliados de Teng receberam várias penas de prisão, com um principal afiliado mongol condenado a 15 anos de prisão.

## Contexto histórico

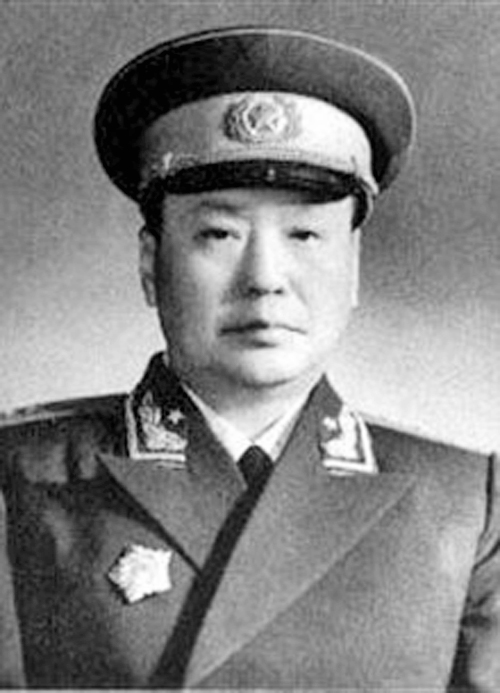
Ulanhu, o presidente fundador da Região Autônoma da Mongólia Interior da China, foi perseguido

Em 16 de maio de 1966, a Revolução Cultural foi lançada oficialmente. De 7 de junho a 20 de julho, Ulanhu, então presidente da Região Autônoma da Mongólia Interior da China, foi amplamente criticado como um "ativista antipartido" e foi perseguido. Ele também foi criticado por líderes centrais como Liu Shaoqi e Deng Xiaoping, que também foram perseguidos na Revolução logo depois. Em 16 de agosto, Ulan foi demitido de seus cargos e estava em "prisão domiciliar" em Pequim.
Em maio de 1967, Teng Haiqing tornou-se o líder da Região Militar da Mongólia Interior. Em 27 de julho de 1967, o ramo norte do Comitê Central do Partido Comunista da China anunciou que Ulanhu havia cometido cinco crimes, incluindo anti-maoísmo, anti-socialismo, separatismo e assim por diante. Apoiado por Lin Biao, Jiang Qing e Kang Sheng, Teng lançou um expurgo massivo com o objetivo de "desenterrar" o "veneno de Ulanhu" na Mongólia Interior.
Durante o movimento, o já dissolvido "Partido Revolucionário do Povo (PRP)" da Mongólia Interior foi declarado ter se restabelecido e alcançado o poder desde 1960. Ulanhu foi acusado de ser o líder desse partido. Pelo menos centenas de milhares de pessoas foram categorizadas como membros do PRP, considerados separatistas e perseguidos. Durante o expurgo, a língua mongol foi banida das publicações e os mongóis foram acusados de serem “os filhos e herdeiros de Gêngis Cã”.

## Linchamento e massacre

### Métodos de matar e torturar

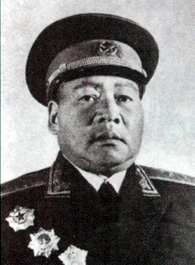
O tenente-general Teng Haiqing foi o comandante do expurgo da Mongólia Interior

Os métodos usados para linchar e matar durante o expurgo incluíam marcar com ferros quentes, alimentar resíduos de fornalhas, remover fígados, enforcar, cortar línguas e narizes, furar unhas, furar vaginas, derramar água salina quente em feridas e muito mais.

### Número de mortos
De acordo com a denúncia oficial da Procuradoria do Povo Suprema em 1980 (após a Revolução Cultural), durante o expurgo, 346.000 pessoas foram presas (75 por cento eram mongóis), mais de 16.000 foram perseguidas até a morte e mais de 81.000 ficaram permanentemente feridas e incapacitadas.
Outras estimativas incluem:
- Segundo o estudioso Ba He (chinês: 巴赫): cerca de 100 mil pessoas foram mortas, 700-800 mil foram presas e perseguidas e mais de um milhão foram implicadas.[7]
- Segundo o historiador Song Yongyi (chinês: 宋永毅), da Universidade do Estado da Califórnia em Los Angeles: uma fonte não oficial aponta que o número de mortos foi de pelo menos 40.000; 140.000 ficaram aleijados para o resto da vida e quase 700.000 foram perseguidos.[4]
- Segundo o historiador Lhamjab A. Borjigin (chinês: 拉幕札部), que foram presos pelo governo chinês em 2019 por realizarem pesquisas relevantes: pelo menos 27.900 foram mortos e 346.000 foram presos e torturados.[9][11][17]

### Pessoas notáveis mortas

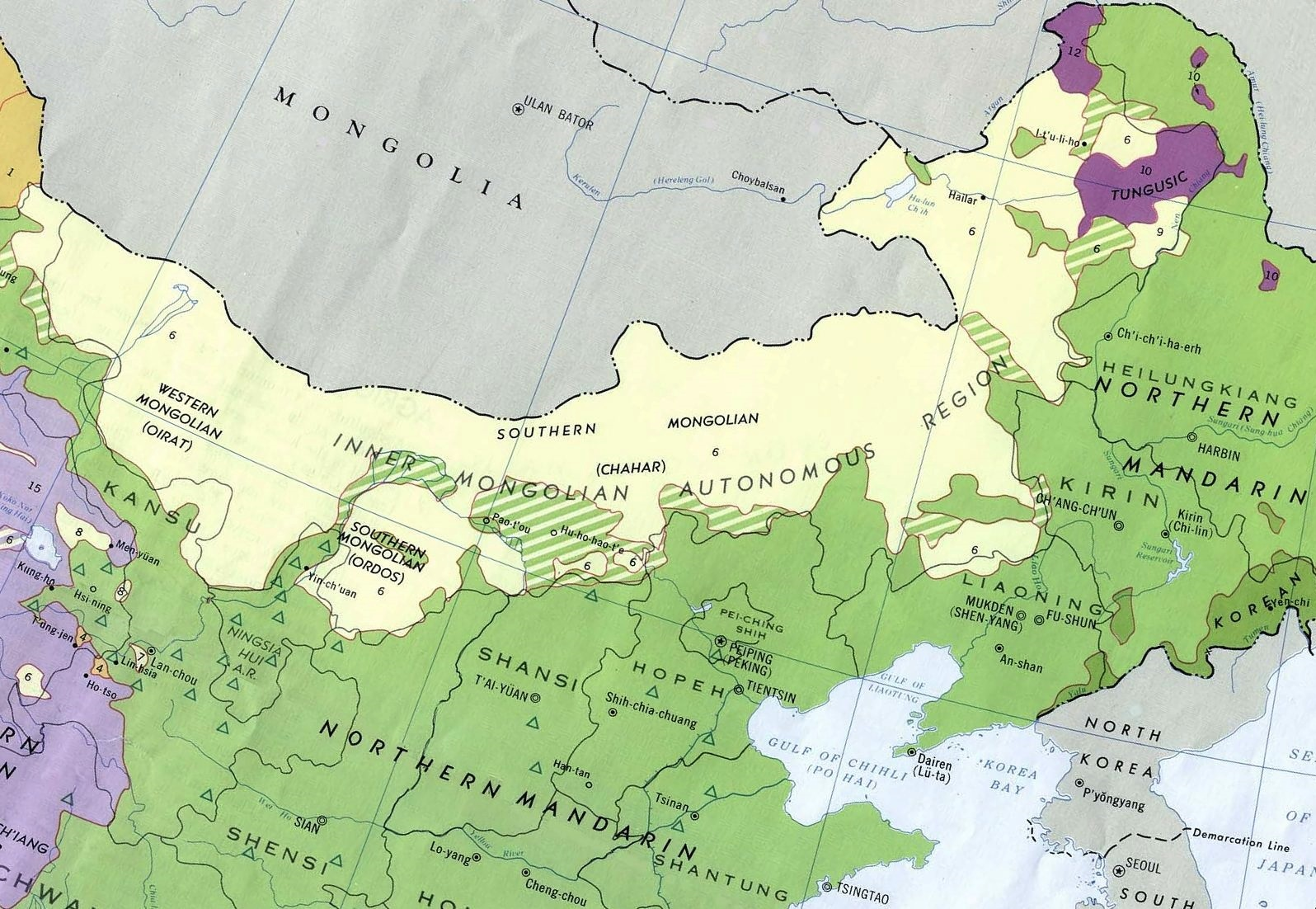
Mapa das línguas faladas na Mongólia Interior em 1967

- Ji Yatai, primeiro embaixador da República Popular da China na Mongólia (1950–1953) e vice-presidente da Região Autônoma da Mongólia Interior.
- Ha Fenge, vice-presidente da Região Autônoma da Mongólia Interior.
- Darijaya, vice-presidente do Governo da Mongólia Interior.

## Reabilitação
Após a Revolução Cultural, o novo líder supremo da China, Deng Xiaoping, chegou ao poder em 1978 e dirigiu, junto com Hu Yaobang e outros, uma reabilitação em grande escala das vítimas em "casos injustos, falsos, errôneos (冤假错案)" feitos durante a Revolução. O incidente da Mongólia Interior foi considerado um "erro" e suas vítimas foram reabilitadas pelo Partido Comunista da China (PCC) em 1979 durante o período do "Boluan Fanzheng". O expurgo foi inteiramente atribuído à "Camarilha dos Quatro" e à "Clique de Lin Biao". Os julgamentos da Camarilha dos Quatro começaram em 1980.
Na década de 1980, houve pedidos de julgamento de Teng Haiqing, o comandante do expurgo, mas o Comitê Central do PCC achava que Teng havia feito conquistas militares durante as guerras no passado e não teria que assumir a responsabilidade pelo expurgo. Por outro lado, alguns dos afiliados de Teng receberam várias penas de prisão; Wu'er Bagan (乌兰巴干), um afiliado principal que era mongol, foi condenado a 15 anos de prisão.